# Henri Allouard
Henri Allouard, nacido el 1844 en París y fallecido el 1929, fue un pintor de Historia, de paisajes, de naturalezas muertas, acuarelista y escultor francés.

## Vida y obras

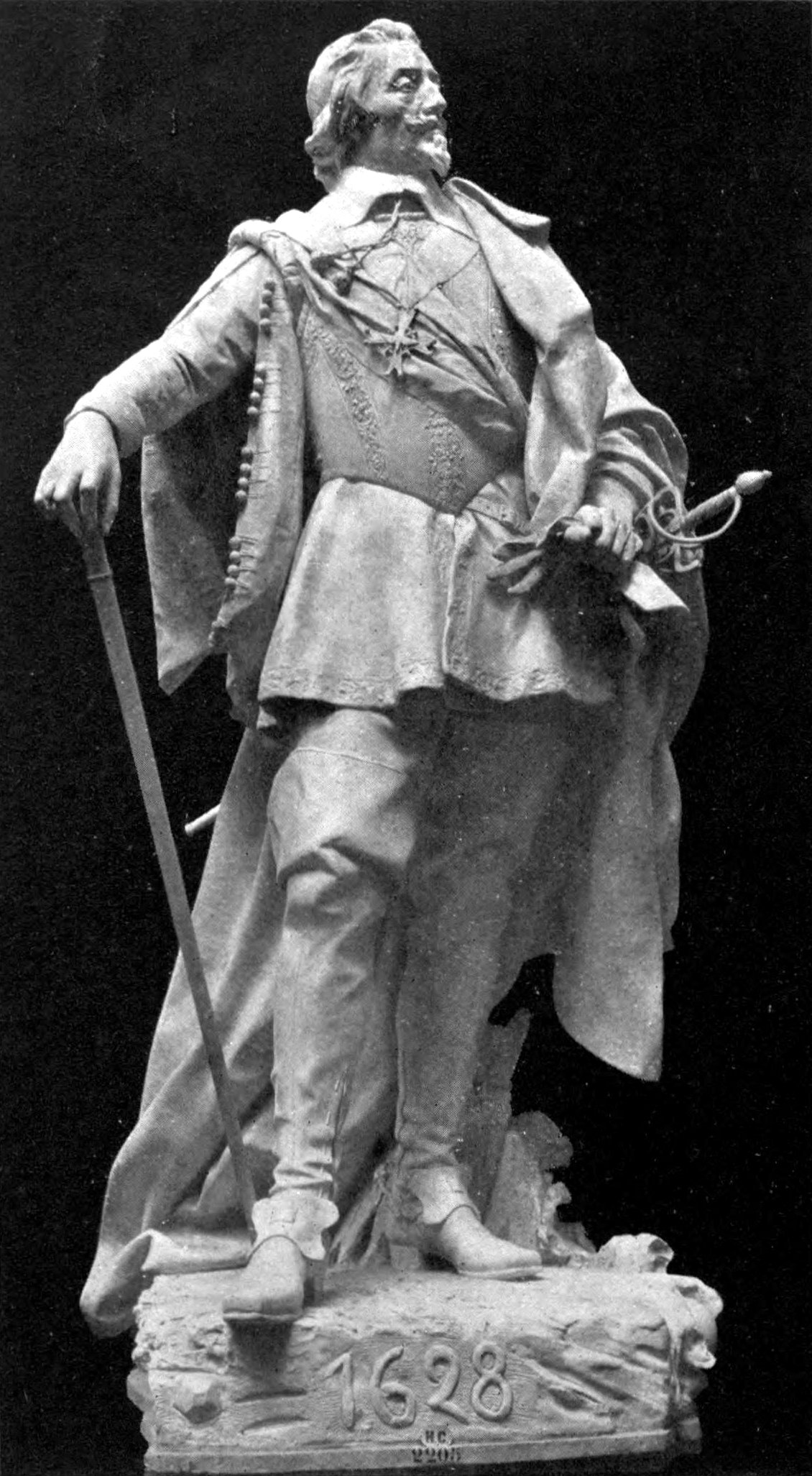
Estatua de Richelieu en la Rochelle - 1905.

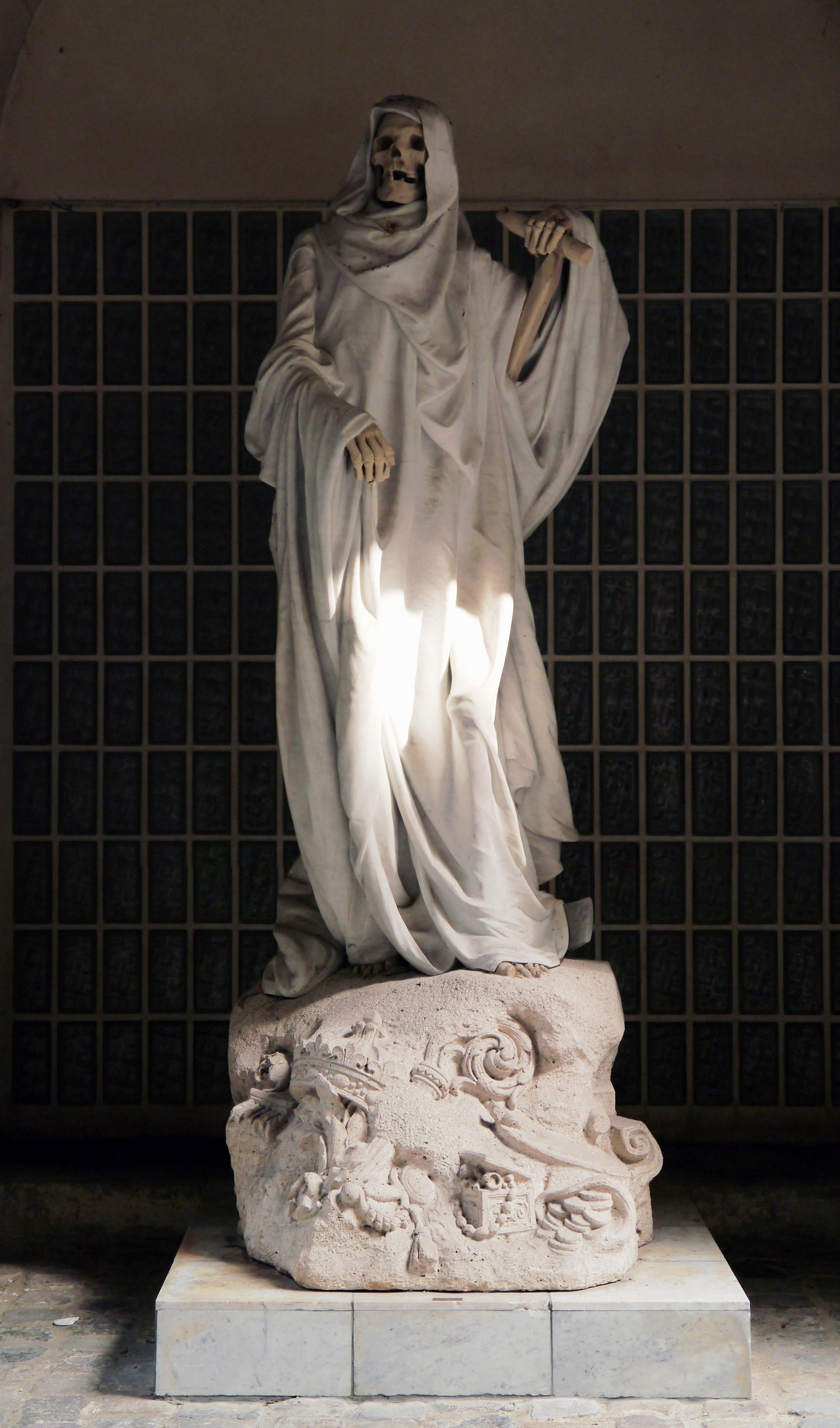
La muerte, 1910.

Discípulo de Alexandre Schoenewerk y Eugène-Louis Lequesne, mantuvo una presencia constante en los salones organizados por los Artistas franceses de 1865 a 1928.
De 1885 son las ilustraciones para las tragedias de Prosper Jolyot de Crébillon.

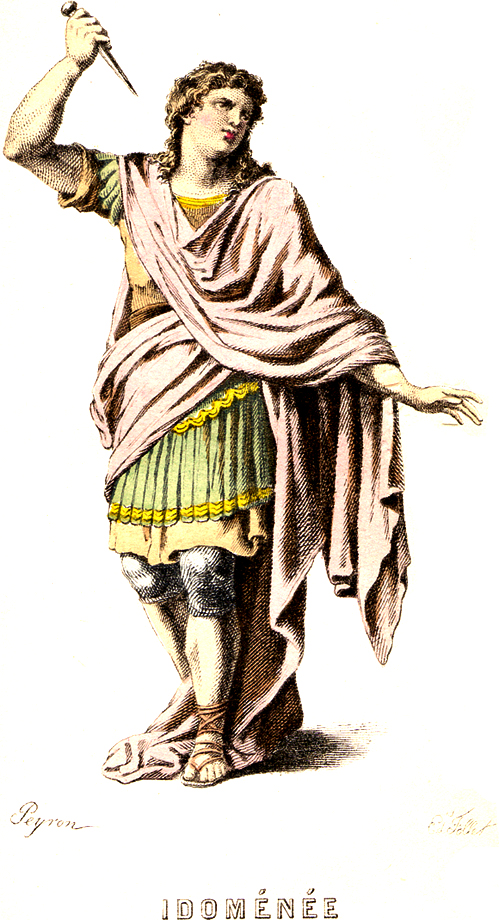
Ilustración de "Idomenee" (1705), tragedia de Crébillon (1674-1762)
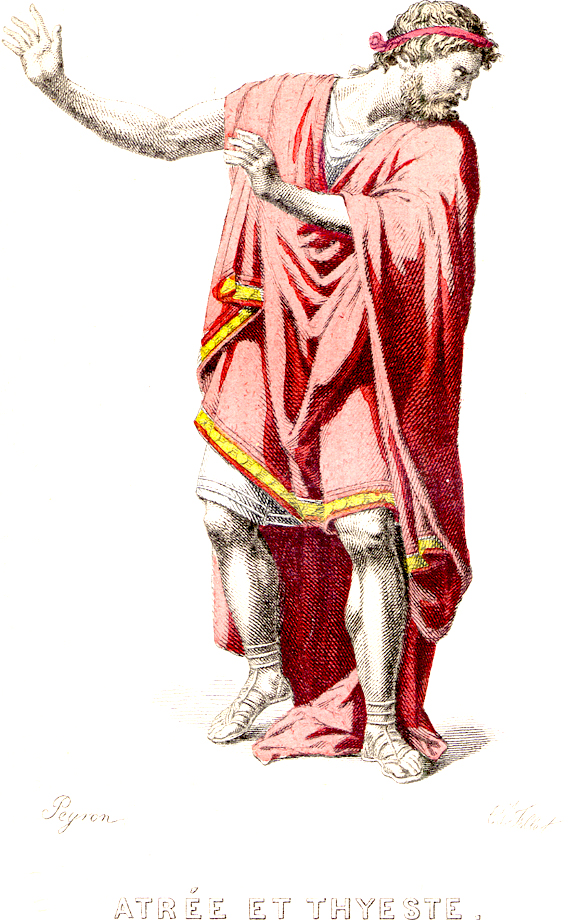
Ilustración de "Atree et Thyeste"(1707), tragedia de Crébillon (1674-1762)

Participó en las distintas Exposiciones Universales, comenzando por la de 1889, y obteniendo la medalla de oro en la de 1900.
Es el autor de la estatua dedicada al veterinario Henri Bouley (1814-1885), ayudante de Pasteur, profesor en la Escuela Veterinaria de Maisons-Alfort. en este centro educativo fue inaugurada en 1889. a partir de ese año, Allouard formó parte del jurado para los salones de escultura y artes decorativas.
Reconocido por la combinación de mármoles de diferentes colores y bronce, trabajó también la terracota, el marfil, así como los materiales preciosos.
Es el autor de decoraciones pictóricas en el Panteón de París, en la Ópera Garnier y en el Ayuntamiento de París.
En 1904, fue elegido presidente de la asociación "Parisiens de Paris".
Se ocupó de la docencia en la Escuela normal de enseñanza del dibujo (en francés: École normale d'enseignement du dessin - conocida como escuela de la rue Vavin - en francés: école de la Rue Vavin y situada en el número 19 de esta vía).
En el salón de 1905, presentó la estatua pedestre titulada Richelieu en la Rochelle.
En 1909 realizó la estatua ecuestre del General José de San Martín, bronce erigido en el paseo marítimo de Boulogne-sur-Mer. 50°43′55″N 1°35′41″E / 50.73194, 1.59472
En 1910 realizó la estatua de la muerte que se conserva en el convento de los Cordeliers, en la rue de l'École-de-Médecine (fr), del VI Distrito de París. 48°51′3.41″N 2°20′24.28″E / 48.8509472, 2.3400778

### Pinturas
- Héloïse au Paraclet

### Esculturas
- La Comédie, a partir de un cuadro de Francis Tattegrain (fr) que lleva ese título, y destinada a adornar un panel de la gran escalera de la Cámara de Comercio de Calais.

- Estatua ecuestre de José de San Martín, en la ciudad de Boulogne-sur-Mer.

## Fallecimiento
Falleció en París el año 1929, a los 85 años, hace 96 años.
Está enterrado en la división 32 del Cementerio del Père-Lachaise. La tumba está adornada con la figura en bronce de una niña rezando, obra firmada por Allouard y fechada en 1899.

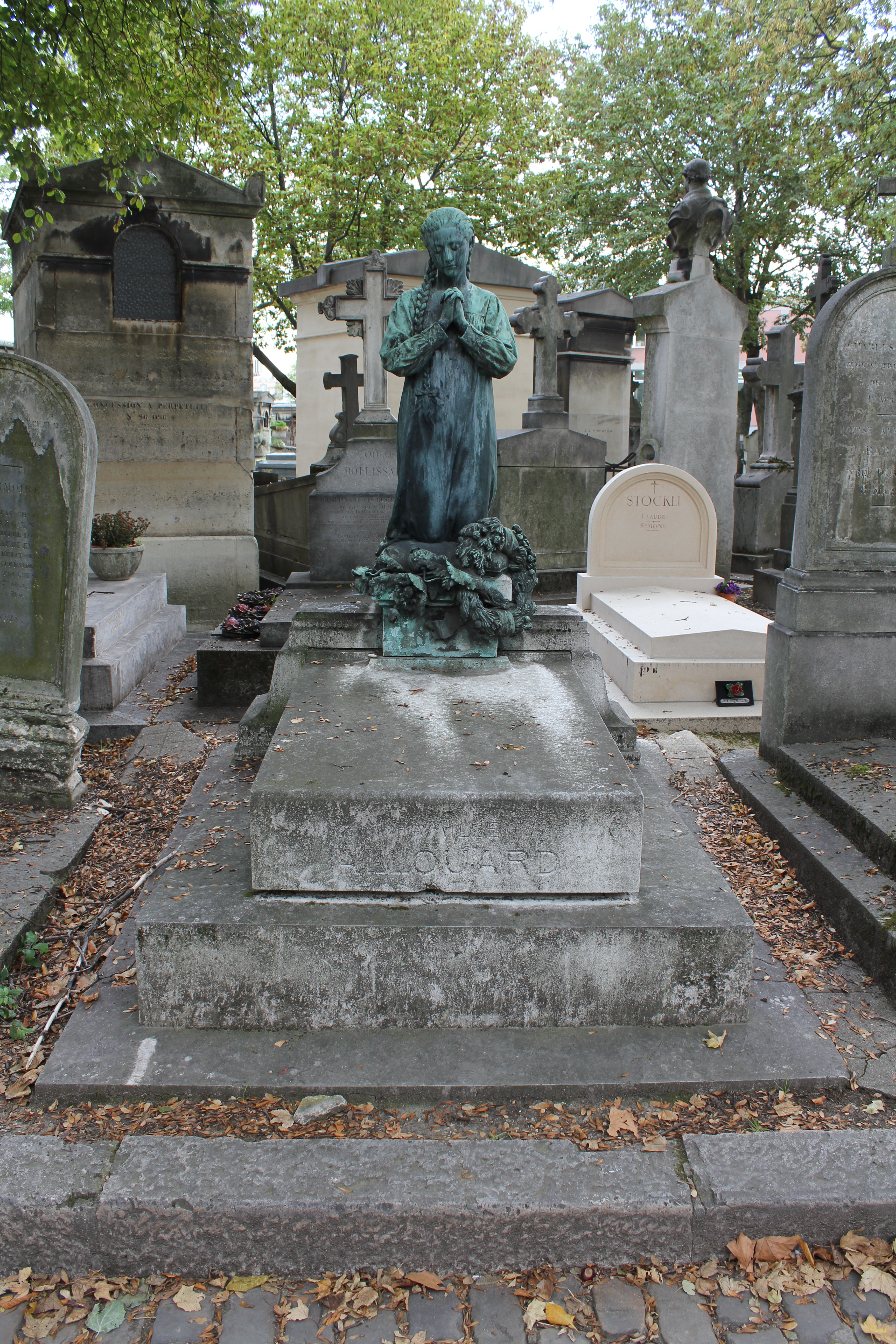
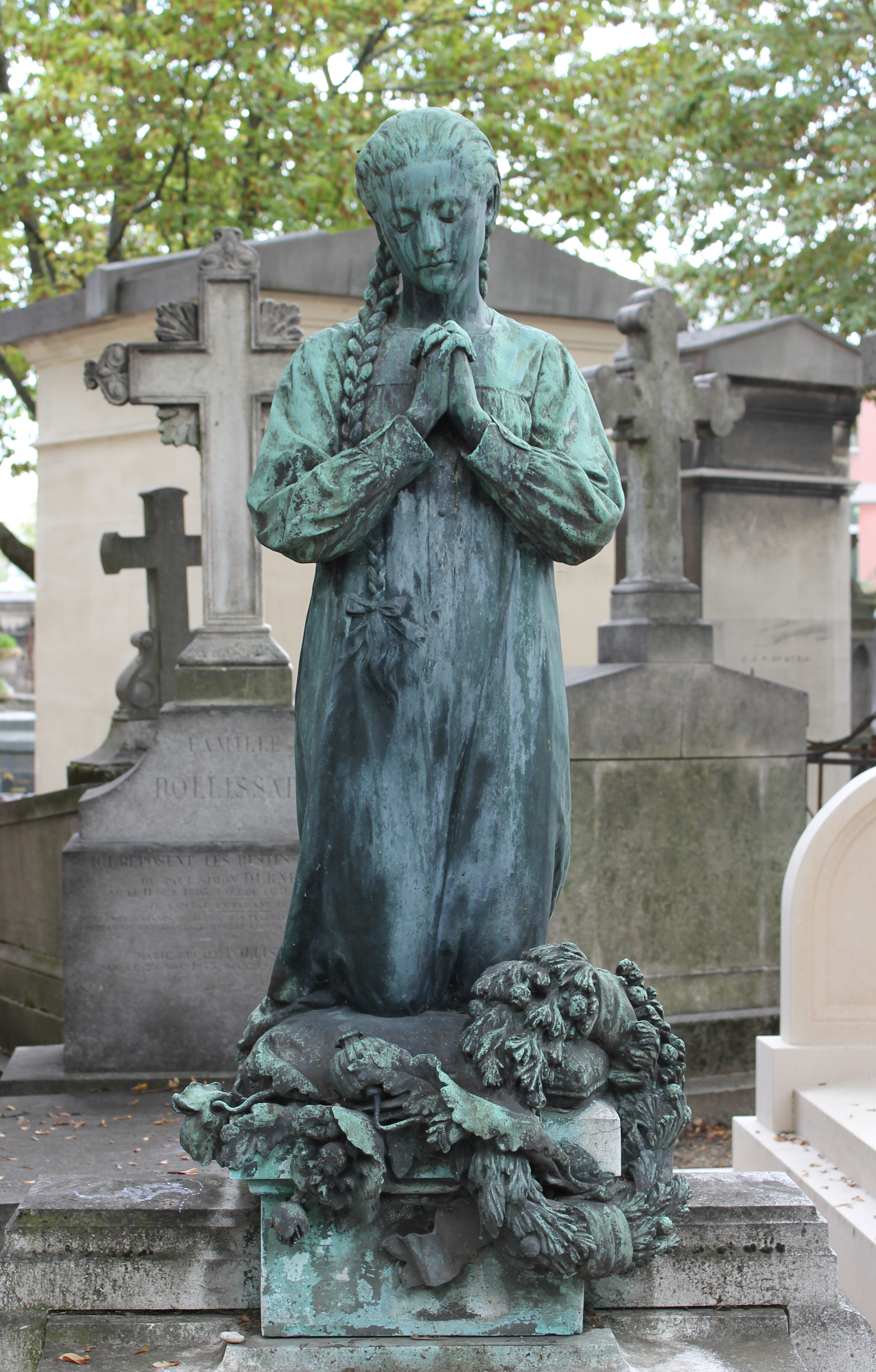
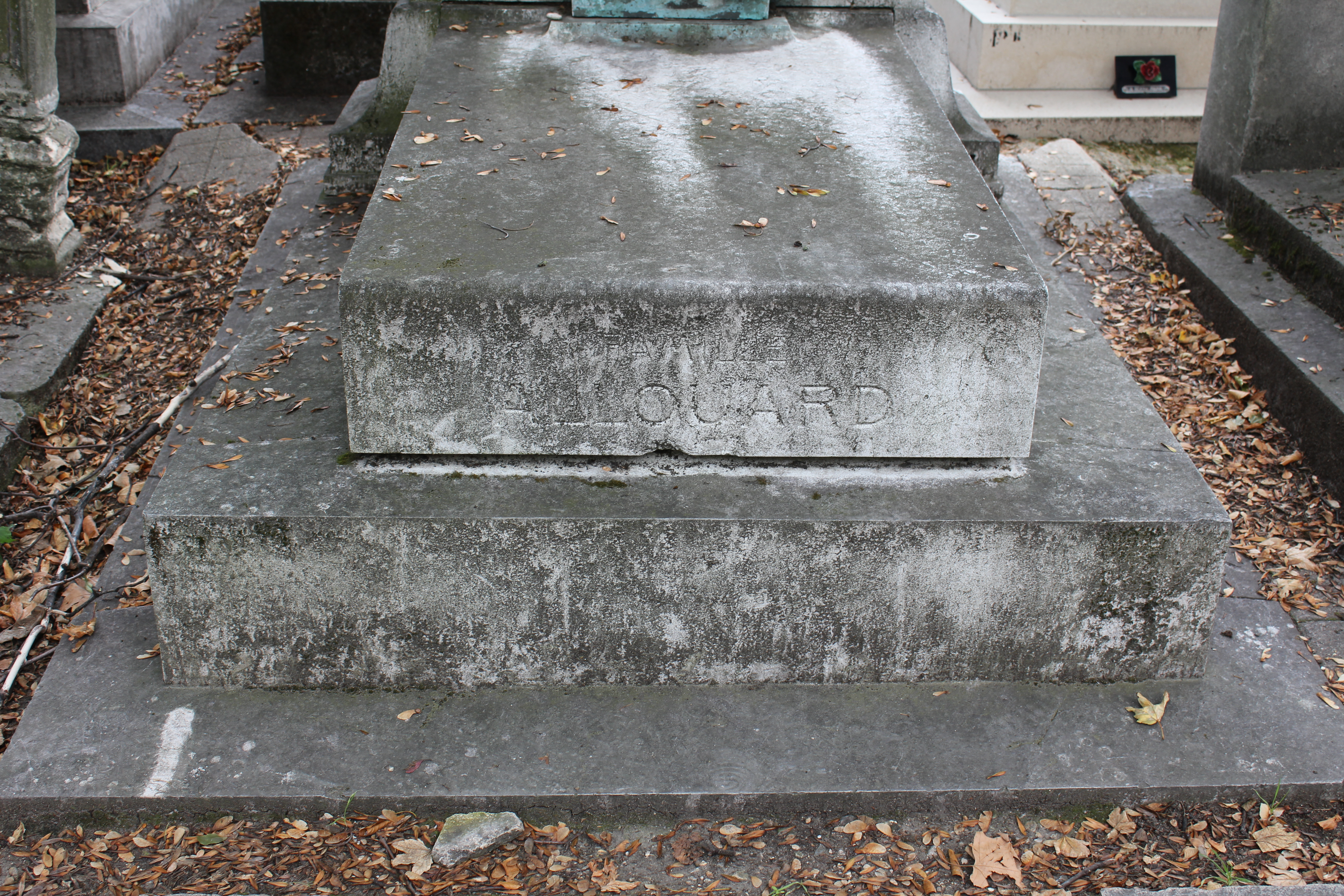
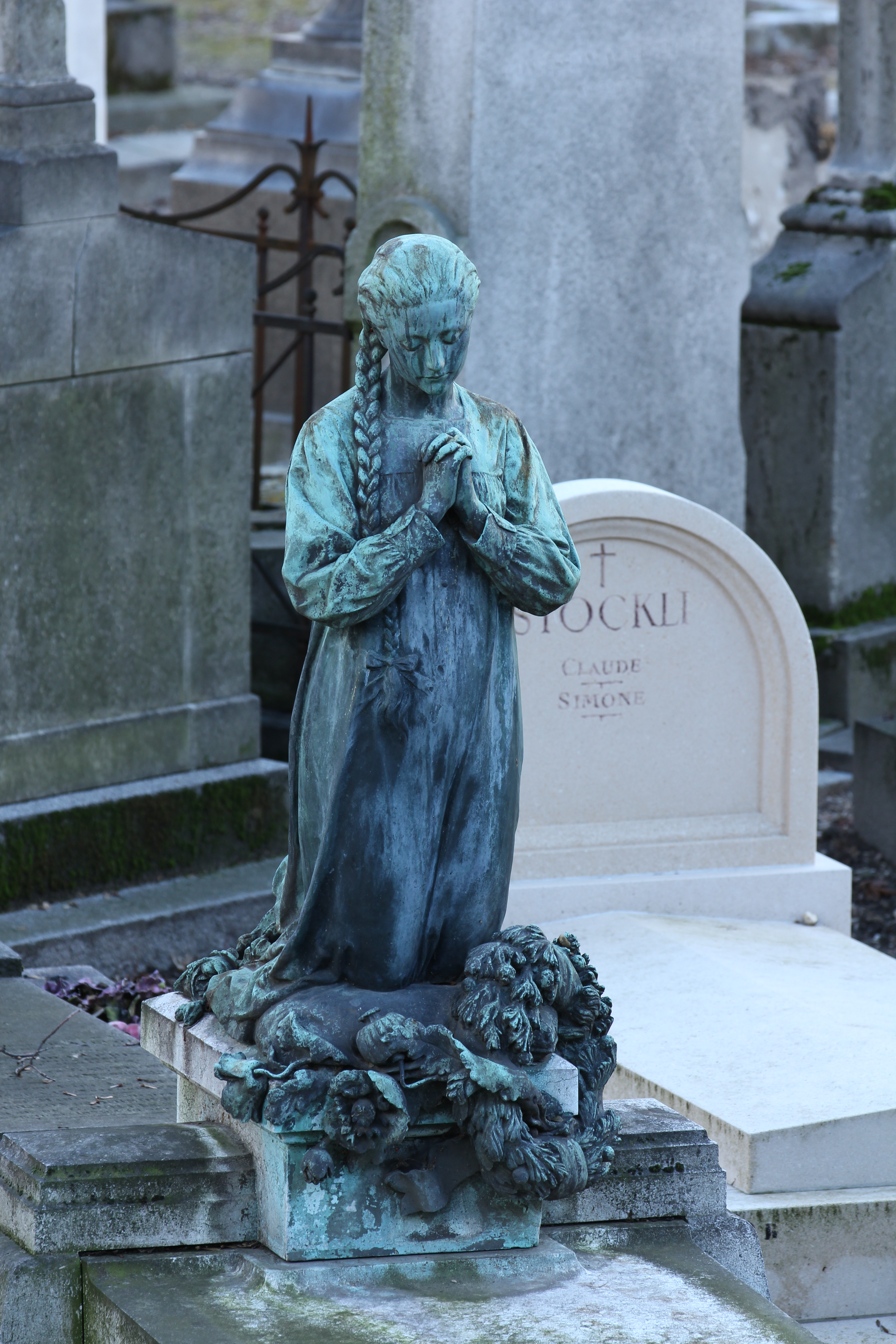